# 요한 프리츠
요한 페터 프리츠(Johann Peter Fritz)는 빈에서 가장 저명한 피아노 제작자 중 한 명이었다. 그의 피아노는 좋은 품질과 선율로 평가되었다. 주세페 베르디는 요한 프리츠의 피아노를 매우 좋아했고 비엔나 6 페달 프리츠를 사용했다. 1851 년 리골레토 시대부터 1871 년 아이다까지 피아노. 이 정확한 피아노는 이탈리아 피아 첸차 주에 있는 작곡가의 빌라 베르디에서 볼 수 있다.
프리츠의 악기 중 일부는 밀라노의 악기 박물관, 보스턴의 미술 박물관, 턴 브리지 웰스의 음악 교육을 위한 핀치콕 자선, 켄트.
1834 년 비엔나에서 요한 프리츠가 사망 한 후 그의 아들 조셉은 회사를 계속했다. 그는 1837 년 이후 인 1830 년대 후반에 작업장을 그라츠로 옮긴 것 같다.